# KNVB-Pokal 1912/13
Der KNVB-Pokal 1912/13 war die 15. Auflage des niederländischen Fußball-Pokalwettbewerbs. Pokalsieger wurde Koninklijke HFC. Das Team setzte sich im Finale gegen Dordrechtsche FC durch.

## Modus
Alle Begegnungen wurden in einem Spiel ausgetragen. Bei unentschiedenem Ausgang wurde zur Ermittlung des Siegers eine Verlängerung von zweimal 7½ Minuten gespielt. Stand danach kein Sieger fest, folgte eine weitere Verlängerung von zweimal 7½ Minuten. War danach immer noch keine Entscheidung gefallen, kam der Auswärtsverein in die nächste Runde.

## 1. Runde
| Datum      |                            | Ergebnis |                        |
| ---------- | -------------------------- | -------- | ---------------------- |
| 01.09.1912 | Be Quick Zutphen           | 3:1      | SV Kampong             |
| 01.09.1912 | Fortuna Vlaardingen        | 3:4      | BSV Allen Weerbaar     |
| 01.09.1912 | Wilhelmina Vooruit         | 4:2      | Achilles Rotterdam     |
| 01.09.1912 | VV Valkenburg              | 2:3      | UC & VV Hercules       |
| 01.09.1912 | DVS Rotterdam              | 6:1      | AFC Quick 1890         |
| 01.09.1912 | Rapiditas Weesp            | 1:3      | Amstel Watergraafsmeer |
| 01.09.1912 | DOS Utrecht                | 0:1      | VVA Amsterdam          |
| 01.09.1912 | Voorwaarts Utrecht         | 2:0      | MVVO Middelburg        |
| 01.09.1912 | AV & CV Robur et Velocitas | 4:1      | Steeds Voorwaarts      |
| 01.09.1912 | HVV Hengelo                | 3:2      | UVV Utrecht            |
| 01.09.1912 | Alcmaria Victrix           | 0:3      | Vlaardingsche FC       |
| 01.09.1912 | SVV Schiedam               | 1:2      | TOP Gouda              |
| 01.09.1912 | EMM Middelburg             | 6:3      | VVV-Venlo              |
| 01.09.1912 | MVV Maastricht             | 4:1      | VVO Velp               |
| 01.09.1912 | Willem II Tilburg          | 4:1      | Zeelandia Middelburg   |
| 01.09.1912 | Achilles 1894              | 5:1      | HVC Amersfoort         |
| 01.09.1912 | HVV 't Gooi                | 1:2      | VV De Spartaan         |
| 01.09.1912 | DSV Concordia Delft        | 8:4      | ’t Zesde Breda         |
| 08.09.1912 | FC Hilversum               | 03:1 1   | BVC Bloemendaal        |
| 08.09.1912 | AWA Amsterdam              | 0:8      | DEC Amsterdam          |
|            | RV & AV Neptunus           | Freilos  |                        |

## 2. Runde
| Datum      |                        | Ergebnis |                            |
| ---------- | ---------------------- | -------- | -------------------------- |
| 08.09.1912 | VVA Amsterdam          | 9:0      | Willem II Tilburg          |
| 08.09.1912 | Amstel Watergraafsmeer | 2:0      | MVV Maastricht             |
| 08.09.1912 | BSV Allen Weerbaar     | 1:3      | HVV Hengelo                |
| 08.09.1912 | RV & AV Neptunus       | 0:5      | AV & CV Robur et Velocitas |
| 08.09.1912 | EMM Middelburg         | 1:3      | DVS Rotterdam              |
| 08.09.1912 | Vlaardingsche FC       | 6:4      | Wilhelmina Vooruit         |
| 08.09.1912 | UC & VV Hercules       | 3:2      | Achilles 1894              |
| 08.09.1912 | VV De Spartaan         | 4:1      | Voorwaarts Utrecht         |
| 08.09.1912 | FC Hilversum           | 1:5      | DSV Concordia Delft        |
| 08.09.1912 | TOP Gouda              | 4:6      | Be Quick Zutphen           |
|            | DEC Amsterdam          | Freilos  |                            |

## 3. Runde
Teilnehmer: Die elf Sieger der 2. Runde und dreizehn Teams aus der Meisterschaft 1912/13
| Datum      |                     | Ergebnis |                            |
| ---------- | ------------------- | -------- | -------------------------- |
| 06.11.1912 | Vitesse Arnheim     | 2:3      | AV & CV Robur et Velocitas |
| 06.11.1912 | Quick 1888          | 2:6      | VOC Rotterdam              |
| 06.11.1912 | BVV Wilhelmina      | 2:1      | Amstel Watergraafsmeer     |
| 06.11.1912 | HVV Hengelo         | 01:5 1   | HVV Tubantia               |
| 06.11.1912 | Vlaardingsche FC    | 6:1      | CVV Velocitas Breda        |
| 06.11.1912 | Go Ahead Deventer   | 3:5      | Quick Den Haag             |
| 06.11.1912 | Ajax Amsterdam      | 7:4      | DVS Rotterdam              |
| 06.11.1912 | UC & VV Hercules    | 2:3      | DEC Amsterdam              |
|            | VVA Amsterdam       | Freilos  |                            |
|            | VV De Spartaan      | Freilos  |                            |
|            | DSV Concordia Delft | Freilos  |                            |
|            | Be Quick Zutphen    | Freilos  |                            |
|            | Dordrechtsche FC    | Freilos  |                            |
|            | HBS Craeyenhout     | Freilos  |                            |
|            | Koninklijke HFC     | Freilos  |                            |
|            | HFC Haarlem         | Freilos  |                            |

## 4. Runde
| Datum      |                            | Ergebnis  |                  |
| ---------- | -------------------------- | --------- | ---------------- |
| 22.09.1912 | DSV Concordia Delft        | 3:5       | Dordrechtsche FC |
| 22.09.1912 | Be Quick Zutphen           | 2:3 n. V. | VVA Amsterdam    |
| 22.09.1912 | AV & CV Robur et Velocitas | 04:5 1    | HVV Tubantia     |
| 04.05.1913 | AV & CV Robur et Velocitas | 3:2       | HVV Hengelo      |
| 22.09.1912 | Ajax Amsterdam             | 1:2       | Vlaardingsche FC |
| 22.09.1912 | DEC Amsterdam              | 1:0       | BVV Wilhelmina   |
| 22.09.1912 | Quick Den Haag             | 2:7       | VOC Rotterdam    |
| 29.12.1912 | HFC Haarlem                | 3:0       | VV De Spartaan   |
| 13.04.1913 | HBS Craeyenhout            | 3:4       | Koninklijke HFC  |

## Viertelfinale
| Datum      |                            | Ergebnis |                        |
| ---------- | -------------------------- | -------- | ---------------------- |
| 16.02.1913 | DEC Amsterdam              | 1:3      | Dordrechtsche FC       |
| 13.04.1913 | VOC Rotterdam              | 4:1      | Vlaardingsche FC       |
| 27.04.1913 | HFC Haarlem                | 2:3      | Koninklijke HFC        |
| 12.05.1913 | AV & CV Robur et Velocitas | 6:0      | VVA/Spartaan Amsterdam |

## Halbfinale
| Datum      |                  | Ergebnis |                            |
| ---------- | ---------------- | -------- | -------------------------- |
| 27.04.1913 | Dordrechtsche FC | 3:0      | VOC Rotterdam              |
| 12.05.1913 | Koninklijke HFC  | 3:1      | AV & CV Robur et Velocitas |

## Finale
| Dordrechtsche FC                               | Dordrechtsche FC | Koninklijke HFC | Koninklijke HFC |
| ---------------------------------------------- | --- | --- | --------------- |
| Dordrechtsche FC                               | \| 25. Mai 1913 in Amsterdam (Het Houten Stadion) \| \| Ergebnis: 1:4 (1:1) \| \| Schiedsrichter: Christiaan Groothoff \| \| Spielbericht \|                 | \| 25. Mai 1913 in Amsterdam (Het Houten Stadion) \| \| Ergebnis: 1:4 (1:1) \| \| Schiedsrichter: Christiaan Groothoff \| \| Spielbericht \|                                     | Koninklijke HFC |
| Dordrechtsche FC                               | Barend van Hemert – Van Houthem, Corpeleyn – Ferry Triebel, Dirk Lotsij , Arie Bijvoet – Chris Sunderman, Wiebe Feenstra, Aat Kleijn, Dolf Bouvy, Nico Bouvy | Piet-Hein Kaars Sijpesteyn – Dolf van der Nagel, Ben Verweij – F.A.J. de Klerck, Jo Verweij, Hendriks – Seignette, Paul van Delden, Jan Laan, Mannes Francken , Jacques Francken | Koninklijke HFC |
| Dordrechtsche FC                               | 1:1 Aat Kleijn | 0:1 Jan Laan (10.) 1:2 Jan Laan 1:3 Jan Laan 1:4 Mannes Francken (80.) | Koninklijke HFC |
| 25. Mai 1913 in Amsterdam (Het Houten Stadion) | | |                 |
| Ergebnis: 1:4 (1:1)                            | | |                 |
| Schiedsrichter: Christiaan Groothoff           | | |                 |
| Spielbericht                                   | | |                 |